# Manuel Sklavos
Œuvres principales
Les Malheurs de la Crète
Manuel Sklavos (en grec moderne Μανουήλ Σκλάβος) est un écrivain grec du XVIe siècle.

## Œuvre
Manuel Sklavos est l'auteur d'un poème intitulé Les Malheurs de la Crète, écrit à la suite du tremblement de terre qui a frappé la ville de Candie en 1508. Son poème a un intérêt plus documentaire que littéraire.